# 小島伸一
BJ（ビージェイ、1979年2月6日 - ）は、日本の男性総合格闘家。神奈川県横浜市出身。ワイルドシーサー沖縄所属。元修斗世界フライ級王者。
AACC入門時に師匠である阿部裕幸に「BJ・ペンに似ている」と言われ、それ以来リングネームを「BJ」にしている。

## 来歴
7年を超えるレスリング経験を持つ。
2003年10月31日、修斗でプロデビュー。
2004年11月12日、修斗バンタム級（-56kg）新人王決定トーナメント決勝で赤木敏倫と対戦。判定1-0のドローとなったが、ポイント差で新人王を獲得した。
2006年3月24日、修斗世界バンタム級（-56kg）タイトルマッチで王者マモルと対戦し、判定ドローで王座獲得に失敗した。
2006年10月14日、修斗世界バンタム級タイトルマッチで王者マモルと再戦し、スリーパーホールドで一本勝ちを収め王座獲得に成功した。
2007年1月5日付けでAACCより勝村道場に移籍。
2007年3月16日、修斗世界バンタム級タイトルマッチで挑戦者漆谷康宏と対戦し、判定ドローで初防衛に成功した。
2007年11月8日、修斗でエドゥアルド・ダンタスと対戦し、判定負け。
2008年7月18日、修斗世界バンタム級タイトルマッチで挑戦者マモルと再戦し、フロントスリーパーホールドで一本勝ちを収め2度目の防衛に成功した。
2009年3月20日、修斗世界バンタム級タイトルマッチで挑戦者正城ユウキと対戦し、3Rにスリーパーホールドで一本勝ちを収め、3度目の防衛に成功した。同年12月の練習中に右膝前十字靱帯を断裂し、2010年に入り手術を行ったものの、2010年2月27日付けで王座を返上した。

## 戦績

### 総合格闘技
| 総合格闘技 戦績 | 総合格闘技 戦績 | 総合格闘技 戦績 | 総合格闘技 戦績 | 総合格闘技 戦績 | 総合格闘技 戦績 | 総合格闘技 戦績 |
| --------------- | --------------- | --------------- | --------------- | --------------- | --------------- | --------------- |
| 26 試合         | (T)KO           | 一本            | 判定            | その他          | 引き分け        | 無効試合        |
| 14 勝           | 2               | 7               | 5               | 0               | 5               | 0               |
| 7 敗            | 1               | 1               | 5               | 0               | 5               | 0               |

| 勝敗 | 対戦相手               | 試合結果                           | 大会名                                                                      | 開催年月日     |
| ×    | 村元友太郎             | 2R 2:23 TKO（右フック→パウンド）   | RIZIN.36                                                                    | 2022年7月2日   |
| ○    | 曹竜也                 | 5分3R終了 判定2-1                  | VTJ in OKINAWA                                                              | 2015年10月3日  |
| ×    | アンドリュー・レオーネ | 5分3R終了 判定0-3                  | ONE FC 14: War of Nations                                                   | 2014年3月14日  |
| ○    | レイ・ドーヨーゲン     | 2R 4:47 ギロチンチョーク           | ONE FC 7: Return of Warriors                                                | 2013年2月2日   |
| ×    | ジョ・ナンジン         | 5分3R終了 判定0-2                  | 修斗                                                                        | 2012年3月10日  |
| ○    | 清水清隆               | 5分3R終了 判定3-0                  | SHOOT the SHOOTO 2011                                                       | 2011年11月6日  |
| ○    | 菅原雅顕               | 5分3R終了 判定2-1                  | 修斗 SHOOTO GIG TOKYO Vol.7                                                 | 2011年8月6日   |
| ×    | ジュシー・フォルミーガ | 5分3R終了 判定0-3                  | 修斗 REVOLUTIONARY EXCHANGES 1 "UNDEFEATED"                                 | 2009年7月19日  |
| ○    | 正城ユウキ             | 3R 0:38 スリーパーホールド         | "修斗伝承 06" ROAD TO 20th ANNIVERSARY 【修斗世界バンタム級タイトルマッチ】 | 2009年3月20日  |
| △    | ジェシー・タイタノ     | 5分2R終了 判定0-1                  | "修斗伝承 05" ROAD TO 20th ANNIVERSARY                                      | 2009年1月18日  |
| ○    | マモル                 | 3R 3:40 フロントスリーパーホールド | "修斗伝承 02" ROAD TO 20th ANNIVERSARY 【修斗世界バンタム級タイトルマッチ】 | 2008年7月18日  |
| ×    | 田澤聡                 | 3R 3:32 腕ひしぎ十字固め           | 修斗 BACK TO OUR ROOTS 07                                                   | 2008年1月26日  |
| ×    | エドゥアルド・ダンタス | 5分3R終了 判定0-3                  | 修斗 BACK TO OUR ROOTS 06                                                   | 2007年11月8日  |
| ○    | 赤木康洋               | 3R 3:36 TKO（右耳カット）          | 修斗 BACK TO OUR ROOTS 04                                                   | 2007年7月15日  |
| △    | 漆谷康宏               | 5分3R終了 判定1-1                  | 修斗 BACK TO OUR ROOTS 02 【修斗世界バンタム級タイトルマッチ】              | 2007年3月16日  |
| ○    | マモル                 | 1R 1:38 スリーパーホールド         | 修斗 【修斗世界バンタム級タイトルマッチ】                                   | 2006年10月14日 |
| ○    | 下川雄生               | 2R 4:00 スリーパーホールド         | 修斗                                                                        | 2006年9月8日   |
| △    | マモル                 | 5分3R終了 判定0-1                  | 修斗 【修斗世界バンタム級タイトルマッチ】                                   | 2006年3月24日  |
| ○    | 井口摂                 | 2R 0:31 TKO（タオル投入）          | 修斗                                                                        | 2005年12月17日 |
| ○    | クリス・マグラス       | 1R 3:17 チョークスリーパー         | Euphoria: USA vs. Japan                                                     | 2005年11月5日  |
| △    | 漆谷康宏               | 5分3R終了 判定0-1                  | 修斗                                                                        | 2005年9月23日  |
| ○    | 高橋大児               | 5分2R終了 判定3-0                  | 修斗                                                                        | 2005年1月29日  |
| △    | 赤木敏倫               | 5分2R終了 判定1-0                  | 修斗 WANNA SHOOTO 2004 【新人王決定トーナメント バンタム級 決勝】           | 2004年11月12日 |
| ○    | 澤田健一               | 2R 3:24 スリーパーホールド         | 修斗                                                                        | 2004年7月16日  |
| ○    | ヒートたけし           | 5分2R終了 判定3-0                  | 修斗 【新人王決定トーナメント バンタム級 1回戦】                            | 2004年3月22日  |
| ×    | 佐瀬純一               | 5分2R終了 判定0-3                  | 修斗 下北沢修斗劇場 第7弾 〜若大将は誰だ!〜                                 | 2003年10月31日 |

### グラップリングタッグマッチ
| 勝敗 | 対戦相手                                   | 試合結果 | 大会名                   | 開催年月日     |
|      | 花澤大介&砂辺光久 （パートナー：浦崎孝俊） | 試合前   | DEEP OKINAWA IMPACT 2022 | 2022年10月30日 |

## 獲得タイトル
- 修斗バンタム級新人王（2004年）
- 第2代修斗世界バンタム級王座（2006年）